# ريتشارد روجاس
ريتشارد روجاس (بالإسبانية: Richard Rojas) (27 فبراير 1975 في بوليفيا - ) هو مدرب كرة قدم ولاعب كرة قدم بوليفي في مركز الوسط. شارك مع منتخب بوليفيا لكرة القدم. أما مع النوادي، فقد لعب مع ذي سترونغيست ونادي ديبورتيفو سان خوسي وClub Aurora ‏ وLa Paz F.C. ‏ وشاكو بتروليرو.

## وصلات خارجية
- ريتشارد روجاس على موقع إي إس بي إن إف سي (الإنجليزية)
- ريتشارد روجاس على موقع قاعدة بيانات كرة القدم.إي يو (الإنجليزية)
- ريتشارد روجاس على موقع ناشيونال فوتبول تيمز (الإنجليزية)
- ريتشارد روجاس على موقع عالم كرة القدم.نت (الإنجليزية)